# 日内瓦学派
日内瓦学派（法语：École de Genève），也被称为主题批评派（法语：critique thématique）或意识批评派（法语：critique de la conscience），指的是一批活跃于20世纪下半叶的文艺批评家和理论家。虽然并没有组成严格意义上的具有共同理论原则和信条的思想和文学学派，但是他们都追求自由地阐释文化和文本材料，并且大部分成员都曾任教于日内瓦大学。“日内瓦学派”这个称呼是乔治·普莱于1960年代最先使用的。

## 代表人物
- 马塞尔·雷蒙（Marcel Raymond，1897-1981）
- 乔治·普莱（Georges Poulet，1902-1991）
- 让·鲁塞（Jean Rousset，1910-2002）
- 让-皮埃尔·里沙（Jean-Pierre Richard，1922-2019）
- 让·斯塔罗宾斯基（Jean Starobinski，1920-2019）[3]